# Johann Carolus von Gronsfeld-Nevelstein
Johann Carolus von Gronsfeld-Nevelstein (* 1715 in Reifferscheid; † 15. Mai 1765 in Bonn, begraben am 17. Mai 1765 in Nörvenich) war ein adliger Herr aus Kellersberg, dem heutigen Stadtteil von Alsdorf in der Städteregion Aachen.
Vor dem Marienaltar in der Pfarrkirche St. Medardus in Nörvenich wurde bei der Renovierung im Jahre 1977 eine Grabplatte entdeckt. Die kaum noch zu entziffernde Inschrift lautet:
NEVEL(Stein herr in Kellers)in Klammern=hinzugefügt

BERG

bONNa (=Bonn)

aPPOP (lexia) (=an Schlaganfall)
Dazu gibt es im Kirchenbuch von 1765 folgenden Eintrag (in heutige Sprache übersetzt):

Am 17. Mai ist hier mitten in der Kirche begraben worden der großzügige und berühmte Herr Carolus Anglinus von Gronsfeld Nievelstein, Herr in Kellersberg, Herzogtum Jülich, Pfarrgemeinde Broich, Unterherrschaft in Wilhelmstein, der am 15. Mai in Bonn unter den Händen der Ärzte an Schlaganfall verstorben ist. Sein Leichnam sollte von Bonn zum Grab seiner Vorfahren in Broich überführt werden; wegen der starken Hitze musste er hier der Erde übergeben werden, weil er nicht überführt werden konnte.

Johann heiratete Anna Bernardina von Hagen zur Motten. Die Eheleute hatten zwei Kinder. Sie wohnten auf dem Stammsitz der Adelsfamilie, nämlich Schloss Kellersberg.
Nörvenich wurde als Begräbnisort gewählt, weil die Familien Gronsfeld-Kellersberg und Beissel von Gymnich (das war die Großmutter von Johann) im Bruderschaftsbuch des Pastors Föller aufgeführt waren. Außerdem hatte die Adelsfamilie Grundbesitz in Binsfeld. Der Begräbnisort wurde aber sicherlich wegen der fortschreitenden Verwesung gewählt, denn Kühlmöglichkeiten gab es damals noch nicht.